# Airyantha
Airyantha é um género botânico pertencente à família Fabaceae.

## Espécies
Apresenta apenas duas espécies:
- Airyantha borneensis
- Airyantha schweinfurthii